# Joseph Mulder

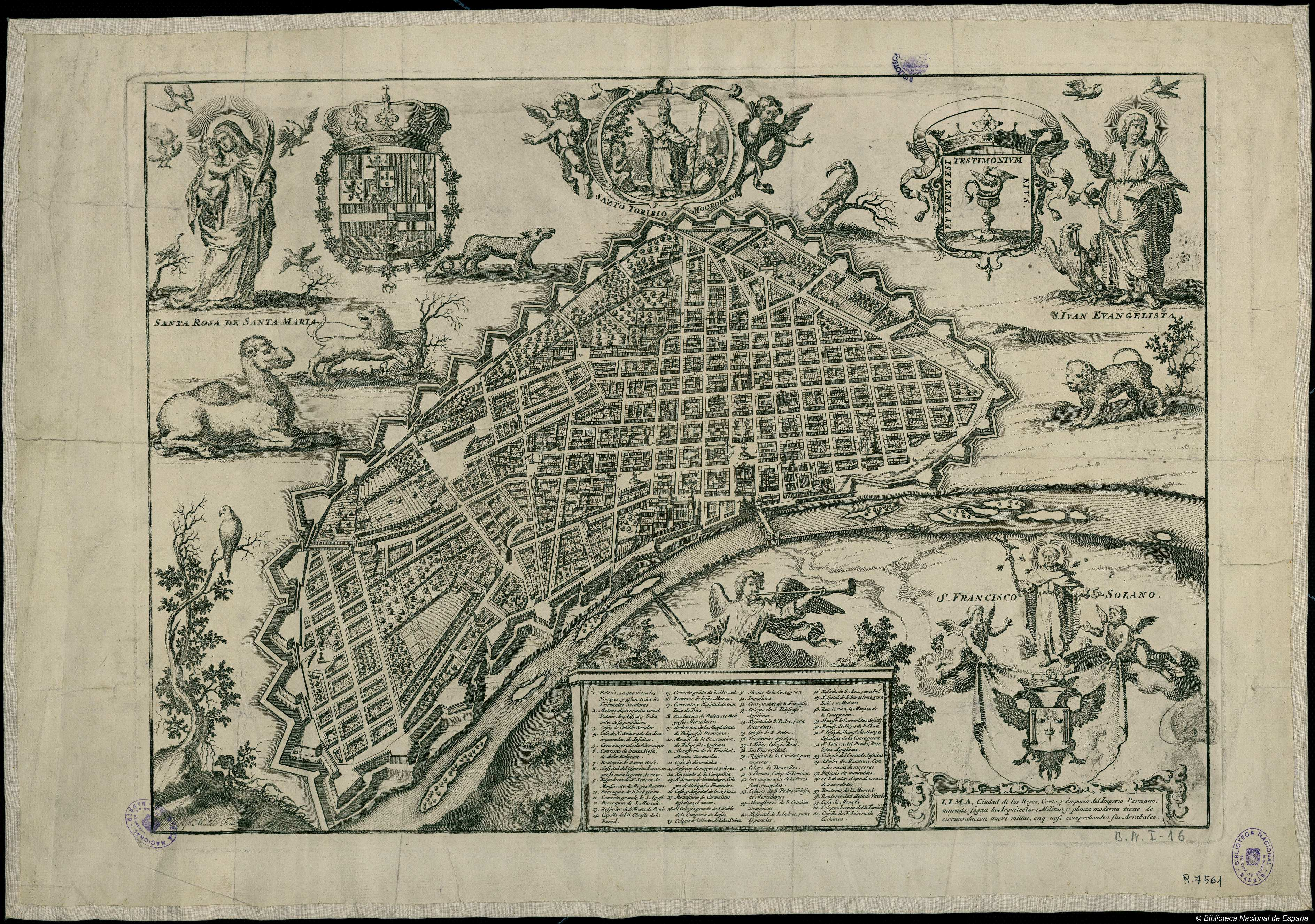
Plano de Lima, 1688. Grabado de Joseph Mulder. Inscripción: «Lima, Ciudad de los Reyes, Corte y Emporio del Imperio Peruano, murada según la Arquitectura Militar y planta moderna tiene de circunvalación nueve millas, enq nose comprehenden sus Arrabales». Biblioteca Nacional de España.

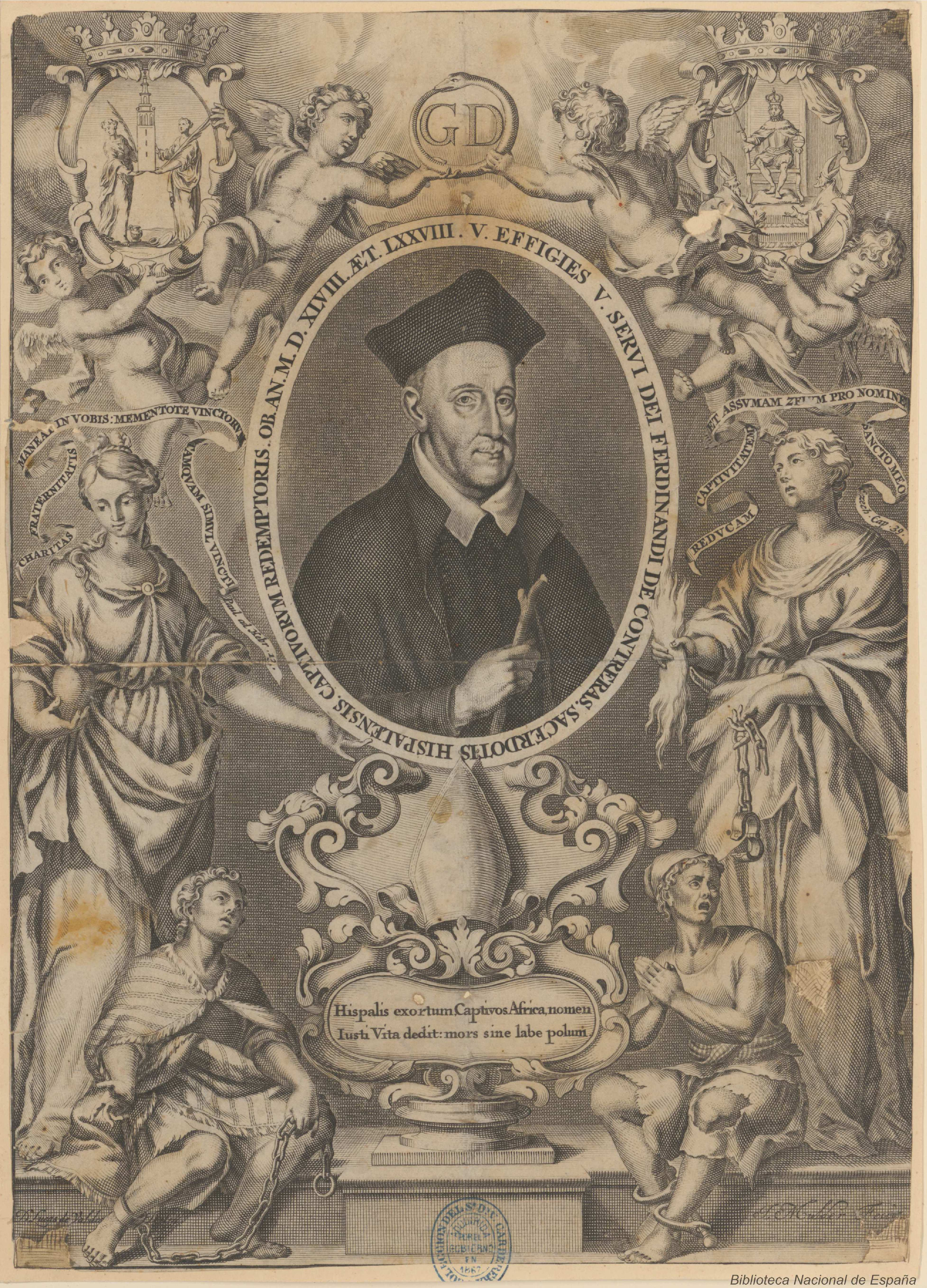
Retrato del padre Fernando de Contreras (1692), grabado al aguafuerte y buril por Joseph Mulder según dibujo de Lucas Valdés. Biblioteca Nacional de España.

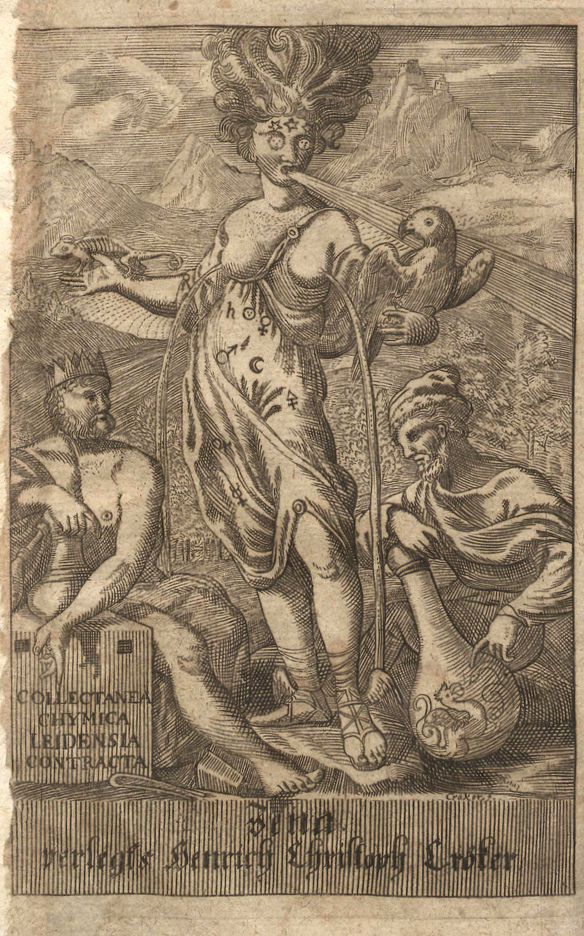
Frontis de Collectanea chymica, Leiden, 1693

Joseph Mulder (Ámsterdam, 1658-1742) fue un grabador a buril del Siglo de Oro neerlandés.

## Biografía
Bautizado en Ámsterdam el 1 de noviembre de 1658, en 1672 se le documenta como aprendiz de Hendrick Bogaert. El 18 de junio de 1689 contrajo matrimonio en Ámsterdam con Maria Hoos, de la que enviudó en 1697.
Seguidor de Romeyn de Hooghe, la primera obra fechada que se le conoce es el frontispicio del libro de emblemas de Anselmus Boëtius de Boodt, Symbola varia diversorum principum, archiducum, ducum, comitum & marchionum totius Italiæ, Ámsterdam, apud Ysbrandum Haring, 1686. El mismo año salió impreso en Utrecht el Commentariorum de rebus Suecicis libri XXVI: ab expeditione Gustavi Aldofi regis in Germaniam ad abdicationem usque Christinae de Samuel von Pufendorf con frontis de Mulder por dibujo de Gerard Hoet en el que figuran representadas las alegorías de la Verdad y el Tiempo dictando la historia reciente de Suecia a un ángel de aspecto femenino, sobrevolado el grupo por ángeles niños portadores de un medallón con el busto de Cristina de Suecia. Hoet será también quien proporcione el dibujo para la anteportada de la obra del matemático y astrónomo holandés Johannes Luyts, Astronomica institutio (Utrecht, 1692), con Galileo y Copérnico en un grupo de astrónomos, colaboración que se extiende a la serie de escenas bíblicas publicadas en Ámsterdam por Bernard Picart en 1720 con el título Figures de la Bible.
En 1688 firmó el frontis de La estrella de Lima convertida en sol sobre sus tres coronas. El B. Toribio Alfonso de Mogrovexo, su segundo arzobispo. Celebrado con epitalamios... Descripción sacro política de las grandezas de la ciudad de Lima... que describe D. Francisco de Echave y Assu, Amberes por Juan Baptista Verdussen, con el plano de la ciudad de Lima en lámina plegada entre las páginas 196 y 197. También Verdussen es el editor de la Historia general de las conquistas del Nuevo Reyno de Granada de Lucas Fernández de Piedrahíta, con portada firmada por Mulder, sin año pero posiblemente del mismo 1688 en que se fecha la licencia.
Aunque no es seguro que viajase a España, en 1690 y 1692 el impresor sevillano Tomás López de Haro publicó al menos dos libros con grabados firmados por Joseph Mulder: en 1690 la hoja de lámina tras la portada de la Vida y gloriosa muerte del V. Padre Sebastián de Monroy... de la Compañía de Jesús, que murió... en las islas Marianas; compuesta por el P. Gabriel de Aranda de la misma Compañía, en la que se muestra a la reina Mariana de Austria —titulada «protectora de la Christiandad de las Islas Marianas» y vestida con el hábito monjil que adoptó tras enviudar— recibiendo un pergamino de manos del jesuita fallecido en las islas, y en 1692 el retrato del padre Fernando de Contreras por dibujo de Lucas Valdés para la Vida del siervo de Dios exemplar de sacerdotes el venerable Padre Fernando de Contreras... del abito clerical de N.P.S. Pedro, obra también de Gabriel de Aranda.
Un año después de estos trabajos para la imprenta sevillana firmó la portada de los Collectanea chymica de Christopher Love Morley y Theodorus Muykens editados en Leiden en 1693, con la poco convencional alegoría de la Alquimia entre el rey, que representa el Azufre y el filósofo, con un recipiente en el que combaten los principios fijo y volátil. Lleva también su firma la portada de De pictura veterum de Franciscus Junius en la edición de Róterdam de 1694, así como las portadas de  Suetonio (Henricum Wetstenium, Ámsterdam, 1697) y del libro V de las fábulas de Esopo por Cayo Julio Fedro (Henricum Wetstenium, Ámsterdam 1698), en ambos casos por dibujos de Philip Tideman. 
Con Pieter Sluyter se encargó de los grabados de Metamorphosis Insectorum Surinamensium, el tratado de Maria Sibylla Merian sobre los insectos de Surinam publicado en Ámsterdam en 1705, sirviéndose para abrir las planchas de los dibujos y acuarelas tomados por la célebre naturalista durante su viaje a la Guayana. En 1710 firmó, «ad vivum», las láminas de otro tratado de ciencias naturales, el Thesaurus animalium primus de Frederik Ruysch, con ornamentales preparados anatómicos y botánicos, y en 1714, por dibujos de R. Du Val, las ilustraciones del Voyage au Levant de Cornelis de Bruijn en la edición parisina de Guillaume Cavalier. Otros grabados firmados por él se encuentran en La galerie agréable du monde, colección de estampas de mapas, planos y vistas de ciudades de diversos lugares del mundo editada en Leiden por Pierre Vander, que es una recopilación en 29 volúmenes de estampas grabadas anteriormente por distintos autores. 